# Troy (Missouri)
Troy – miasto w Stanach Zjednoczonych, w stanie Missouri, siedziba administracyjna hrabstwa Lincoln.